# 펠트키르히역
펠트키르히역(독일어: Bahnhof Feldkirch)은 오스트리아 연방 포어아를베르크주의 펠트키르히구에 있는 펠트키르히 시를 운행한다. 1872년에 개통된 이 철도는 포어아를베르크 철도와 펠트키르히-부흐스 철도 사이의 교차점을 형성한다.
역은 오스트리아 연방 철도(ÖBB)가 소유 및 운영한다.

## 위치
펠트키르히역은 아르데첸베르크와 켄첼레 사이의 레비스 북부 펠트키르히구의 반호프 거리에 위치해 있다.

## 역사
이 역은 1872년 7월 1일에 나머지 포어아를베르크 철도와 함께 개통되었다. 원래 역 건물은 아를베르크 철도가 펠트키르히를 국제 운송 허브로 탈바꿈하면서 1884년부터 반복적으로 확장되었다.
1960년대에 원래의 역 건물은 허물어졌다. 1969년 초에 새 건물이 가동되었다.
1999년과 2001년 사이에 역은 ÖBB-철도역 이니셔티브의 일환으로 개조 및 재건되었다. 리노베이션 작업에는 플랫폼, 보행자 지하도 및 역 건물 교체가 포함되었다.
2010년 오스트리아 교통 클럽(Verkehrsclub Österreich, VCÖ)에서 실시한 설문조사에서 인터뷰한 승객들은 이 역을 오스트리아에서 6번째로 아름다운 기차역으로 지명했다.

## 운행편
펠트키르히는 포어아를베르크의 주요 기차역 중 하나이다. 또한 펠트키르히에서 비엔나, 그라츠 및 필라흐까지 운행하는 모터레일 열차의 하역장 역할도 한다. 또한 펠트키르히는 부흐스로 가는 노선의 경계역이다. 그것은 리히텐슈타인 공국에 인접한 유일한 오스트리아 국경역이다.

## 세관
펠트키르히 역은 세관 목적상 리히텐슈타인과 스위스에서 도착하는 승객을 위한 국경역이다. 따라서 오스트리아 세관 직원이 역에서 검사를 수행할 수 있다. 스위스가 2008년 솅겐 지역에 합류하면서 체계적인 여권 통제가 축소되었고, 2011년 리히텐슈타인이 합류하면서 폐지되었다.

## 유명 방문자

### 제임스 조이스
아일랜드 작가 제임스 조이스는 1932년 친구 유진 욜라스를 만나기 위해 펠트키르히를 방문했다. 방문하는 동안 그는 욜라스에게 “저쪽, 그 트랙에서 율리시즈의 운명은 1915년에 결정되었다.”라고 말했다. 블룸즈데이 1994 이후, 인용문은 역 중앙홀에 독일어 번역으로 표시되었다.
조이스는 1915년 기차로 펠트키르히를 여행했다. 제1차 세계 대전으로 인해 그는 당시 오스트리아-헝가리의 일부였던 고향 트리에스테에서 ‘적 외부인’으로 간주되었다. 영향력 있는 친구들 덕분에 그는 파트너 노라 바나클과 두 명의 공유 자녀와 함께 오스트리아-헝가리를 떠나 취리히로 여행할 수 있는 허가를 받았다. 한편, 그의 형제 스타니슬라우스 조이스는 트리에스테에서 체포되어 전쟁이 끝날 때까지 구금되었다.
펠트키르히에서 국경 통제 검사를 하는 동안 조이스와 바나클이 타고 있던 기차가 탑승했고 승객들은 공무원에 의해 검사를 받았다. 조이스는 수염에 의해 체포를 탈출했다. 조이스가 그때 체포되었다면 그는 현재의 형태로 율리시즈를 쓸 수 없었을 것이므로 욜라스에게 그의 논평을 했다.

2001년 말에 ÖBB는 1994년 블룸즈데이에 티켓 카운터 위에 펠트키르히 문화 서클이 설치한 명판을 조이스 문학 인용문을 보다 눈에 띄게 표시하는 것으로 교체했다.

### 슈테판 츠바이크
의 회고록 “어제의 세계”(Die Welt von Gestern)에서 오스트리아 작가 스테판 츠바이크(Stefan Zweig)는 1919년 3월 24일 오스트리아의 카를 1세가 독일 오스트리아 공화국에서 추방되어 스위스로 망명했을 때 펠트키르히역에서 목격했다고 설명했다.
펠트키르히의 국경 정거장을 통해 오스트리아로 돌아오자마자 잊지 못할 경험이 눈앞에 펼쳐졌다. 밖으로 나오면서도 나는 국경 경비대와 경찰의 이상한 불안을 알아차렸다. 기차의 접근을 알리기 위해 울리는 종. 경찰관들은 서 있었고, 모든 철도 관리들은 상자에서 뛰쳐나왔다. 천천히, 장엄하게 기차가 들어왔다. 특별한 종류의 기차, 살롱 기차. 기관차가 멈췄다. 기다리는 사람들 사이로 움직임이 느껴졌지만, 나는 여전히 그 이유를 알지 못했다. 그런 다음 나는 마차의 거울 유리 너머로 똑바로 선 황제 칼과 오스트리아의 마지막 황제와 그의 검은 옷을 입은 아내 지타 황후를 보았다. 나는 깜짝 놀랐다. 700년 동안 나라를 다스렸던 합스부르크 왕조의 후계자인 오스트리아의 마지막 황제가 왕국을 떠나고 있었다! 그가 공식적으로 퇴위를 거부했기 때문에, 공화국은 그의 출발을 강요했다. 이제 높은 진지한 남자는 창가에 서서 마지막으로 산, 집, 그의 나라 사람들을 보았다. ...Weigel, Andreas. “Am James Joyce und Stefan Zweig (Rohbericht)”. 《James James-Joyce-Austriaca · James Joyce und Österreich》 (독일어). Yahoo Deutschland Groups. 2011년 8월 11일에 확인함.</ref>— Stefan Zweig, The World of Yesterday, Stockholm: Bermann-Fischer Verlag AB, 1942